# Біжи (телесеріал, 2020)
Біжи (англ. Run) — американський серіал у жанрі чорної комедії та трилеру, що був створений Фібі Воллер-Брідж та випущений на кабельному телеканалі HBO у квітні 2020 року. У центрі сюжету — колишні закохані, які зустрічаються та вирішують покинути колишнє життя.
Серіал отримав у цілому позитивні відгуки критиків, які оцінили акторський склад та сучасність сюжету, але засумнівалися у доцільності багатожанровості та прописаність характерів героїв. У першому сезоні заплановані 8 серій.

## Сюжет
Колись Рубі (Меррітт Вівер) домовилася із своїм тодішнім хлопцем Біллі (Доналл Глісон) у коледжі: якщо хтось із них напише іншому повідомлення зі словом «Біжи», а інший відповість так само, вони кинуть все і зустрінуться на Центральному вокзалі Нью-Йорку. 17 років потому Рубі отримує від Біллі таке смс…

## У ролях
- Меррітт Вівер у ролі домогосподарки Рубі Річардсон
- Доналл Глісон у ролі лайф-коуча Біллі Джонсона
- Річ Соммер у ролі Лоуренса, чоловіка Рубі
- Арчі Панджабі у ролі Фіони, менеджерки Біллі[2]

## Розробка та реліз
У березні 2019 року канал HBO дав зелене світло на виробництво серіалу. Тоді ж стало відомо, що проект очолить акторка і сценаристка Фібі Воллер-Брідж, відома за серіалами "Вбиваючи Єву та "Погань. На головні ролі були призначені ірландець Доналл Глісон і американка Меррітт Вівер. У листопаді 2019 року HBO порівняв «Біжи» з іншими проектами, де «жінка залишає звичне життя, аби змінити все», зокрема, проектами "Саллі назавжди, "Велика маленька брехня і "Дівчата.

## Відгуки
Американські критики позитивно відгукнулися про серіал. На агрегаторі Rotten Tomatoes, що підсумовує рецензії, «Біжи» отримав 83 бали із 100 можливих. Висновок сайту був таким: «Хоча проект не завжди може тримати шалений темп, завдяки пронизливим акторським виступам вдається зруйнувати звичні для ром-кому». Джуді Берман в огляді для Time зазначила: "Незважаючи на те, що сюжет відбувається у теперішньому часі, «Біжи» має звучання старого Голівуду. Нервова хімія міє героями, залізничний фон як у класичних фільмах «На північ через північний захід» та «Вбивство у „Східному експресі“. А ще двоє людей, які готові підірвати власне життя». Соня Сарайа з Vanity Fair порівняла «Біжи» з іншим серіалом «Вбиваючи Єву»: «Незважаючи на вбивць і шпигунів, дивлячись „Вбиваючи Єву“, ви відчуваєте себе в безпеці. А тут у поїзді бігають лише двоє людей, але це переповнено небезпекою. Цей поїзд їде під укіс».
Українські критики тепло прийняли серіал. Ярослав Підгора-Гвяздовський в рецензії для видання відзначив «провокативність» серіалу і додав: «Серіал змушує задуматися і переконатися — минуле не повернути, і не треба, адже можливо змінити тільки майбутнє. Драма з комедією утворили серйозну сучасність». Аня Дацюк для сайту Vertigo писала: «Для тих, хто дивився „Вбиваючи Єву“, тон „Біжи“ буде цілком знайомим, адже перед нами знову божевільний коктейль із драми, комедії, трилера і мелодрами». Українське видання Vogue додало: «Герої будуть лаятися і з'ясовувати відносини, потраплять в кримінал і тікатимуть від поліції — але нудно точно не буде».